# Alexander Fjodorowitsch Goedicke

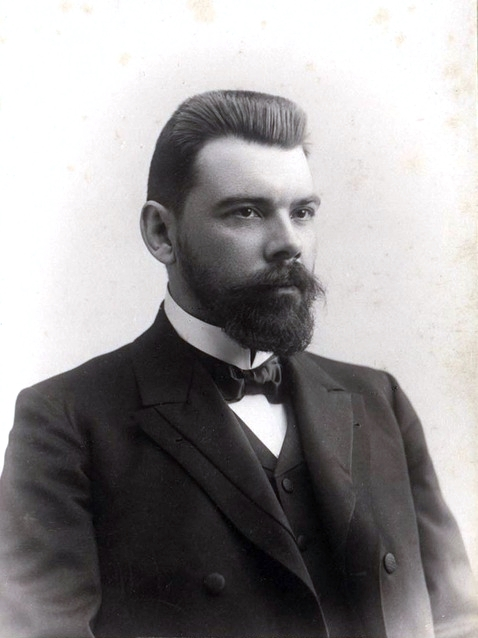
Alexander Fjodorowitsch Goedicke

Alexander Fjodorowitsch Goedicke (auch: Gedike, Gödike, Goedike oder Gödicke, russisch Александр Фёдорович Гедике; * 20. Februarjul. / 4. März 1877greg. in Moskau; † 9. Juli 1957 ebenda) war ein russischer Organist, Pianist und Komponist.

## Leben
Goedickes Vorfahren stammten aus Deutschland, wirkten aber schon seit mehreren Generationen als Musiker in Moskau. Er studierte am Moskauer Konservatorium Klavier bei Paul Pabst und Wassili Safonow sowie Komposition bei Anton Arenski und Georgi Konjus. Goedicke war in Russland bekannt als Organist, Pianist und Musiklehrer. Im Jahre  1909 wurde er selbst als Professor für Klavier an das Moskauer Konservatorium berufen. Später lehrte er auch Orgel und Kammermusik und machte sich vor allem als Bach-Interpret einen Namen.
Daneben schuf Goedicke, obgleich er über keinerlei formale Kompositionsausbildung verfügte, auch eine große Anzahl eigener Werke, darunter mehrere Opern und Symphonien, hauptsächlich aber Orgel- und Klaviermusik. Goedickes Cousins waren der russische Publizist Emili Medtner, der Komponist Alexander Medtner und der Komponist und Pianist Nikolai Medtner.

## Werke (Auswahl)
- Konzertstück für Klavier und Orchester op. 11 b-Moll (1900)
- Konzert für Orgel und Streichorchester op. 35 D-Dur (1927)
- Trompetenkonzert op. 41 b-Moll (1930)
- Konzertetüde für Trompete und Orchester op. 49 g-Moll (1936)
- 15 kleine Klavierstücke op. 60[2]